# 파리 노르 빌팽트
파리 노르 빌팽트(프랑스어: Parc des Expositions de Villepinte, 영어: Paris Nord Villepinte)는 프랑스 파리 빌팽트에 위치한 대규모 컨벤션 센터이다. 이 센터는 1982년에 개장했으며, 전시 면적을 기준으로 프랑스에서 가장 큰 규모의 컨벤션 센터이고, 유럽에서는 6번째로 큰 컨벤션 센터이다.

## 개요
이곳은 전문가와 전문 분야를 위한 무역 박람회, 일반 대중을 위한 무역 박람회를 모두 개최할 수 있는 공간이다. 또한 정치적, 문화적, 종교적 회의나 콘퍼런스, 컨벤션을 개최할 수 있는 공간이다.
이곳은 총 9개의 전시실을 가지고 있으며, 가장 큰 전시실은 5A번 홀로 4만 7,900제곱미터 규모이고, 가장 작은 전시실은 8번 홀로 1만 5,000제곱미터 규모이다. 2014년에는 연결 통로 갤러리가 1번 홀과 7번 홀을 잇는 구간에 개설됐다.
회의 공간은 42개, 원형 극장 시설은 2개가 있으며 수용인원은 각각 170석, 630석이다. 음식점은 42개가 위치하고 있다.

## 역사
이곳은 1980년 착공하기 시작했으며, 개장식은 1982년 12월에 개최됐다.
1982년, 개장 당시에는 7만 제곱미터 규모의 전시 공간을 갖추었으나, 약 30년 후인 2010년에는 24만 2,000 제곱미터 규모로 증축했으며, 미래에는 35만 제곱미터 규모까지 확장할 계획이다.
2013년에는 407개의 무역 박람회와 1,013개의 컨퍼런스를 개최하여 200만 명 이상의 관람 및 방문객을 맞이했다.
2024년 하계 올림픽에서는 복싱과 근대5종의 펜싱 경기장으로, 2024년 하계 패럴림픽에서는 좌식배구 경기장으로 사용될 예정이다. 경기장의 공식 명칭은 아레나 파리 노드(Arena Paris Nord)이다.

## 교통
이곳은 파리 샤를 드 골 공항과 가까운 곳에 위치하고 있다. 철도로는 RER B선의 파크 데 엑스포지옹 역을 통해서 방문할 수 있다.